# Devian
Devian war eine schwedische Thrash-/Black-Metal-Band um die ehemaligen Marduk-Mitglieder Erik „Legion“ Hagstedt und Emil Dragutinovic. Nach dem Ausstieg des Bandgründers Hagstedt löste sich die Band 2011 auf.

## Geschichte

### 2006–2008: Gründung und Debütalbum
Nach ihrem Ausstieg aus der schwedischen Black-Metal-Band Marduk entschieden die ehemaligen Mitglieder Legion (Gesang, auch Ex–Ophthalamia) und Dragutinovic (Schlagzeug, auch The Legion) unter dem Namen Elizium eine neue Band zu gründen. Ziel war es von Anfang an, „eine neue Band zu gründen, wo wir nicht eindimensional arbeiten mussten, sondern die komplette musikalische Palette ausnutzen konnten“, so Hagstedt in einem Interview mit Ogerl von metalfanatics.net. Kurze Zeit nach der Gründung wurde die erste Besetzung mit den Gitarristen Joinus und Markus Lundberg (beide ebenfalls Mitglieder von Sargatanas Reign) komplettiert. In etwa zur selben Zeit benannte sich die Band in Devian um und unterzeichnete einen weltweiten Vertrag mit Century Media.
Nach etwa einem Jahr intensiven Songwritings nahm die Band ihr Debütalbum Ninewinged Serpent im schwedischen Art-Decay-Studio mit Produzent Rickard Kottelin auf. Die Abmischung des Albums übernahm Fredrik Nordström vom Studio Fredman, der schon unter anderem mit Dimmu Borgir, Arch Enemy und At the Gates zusammenarbeitete. Um das finale Mastering kümmerten sich Peter In De Betou / Tailor Maid. Das Cover-Artwork wurde von griechischen Künstler Seth kreiert, der auch u. a. die Cover für Paradise Lost, Soilwork und Old Man’s Child gestaltete. Schlussendlich wurde das Album 2007 veröffentlicht. Die Resonanz der Medien und der Fachpresse war überwiegend sehr positiv gehalten.
Kurz nach den Aufnahmen zum Debütalbum stieg Markus Lundberg bei Devian wieder aus, was einen Wechsel von Tomas Nilsson vom Bass zur Gitarre nach sich zog. Mit Roberth Karlsson kam ein neuer Bassist in die Band und vervollständigte die Besetzung erneut.

### 2008–2011:God to the Illfated, weitere Entwicklung und Auflösung
Im März 2008 begleitete Devian Vader auf ihrer 25. Jubiläum Tour als Vorgruppe durch ganz Europa. Nach dem Dreh des Videoclips zu Scarred, begab sich die Band im Sommer 2008 wieder ins Studio, um den Nachfolger von Ninewinged Serpent, God to the Illfated aufzunehmen. Das Album erschien europaweit am 12. Dezember 2008. Die Abmischung übernahm Peter Tägtgren; gemastert wurde es von Peter In De Betou. Kurz nach den Aufnahmen von God to the Illfated verließ Roberth Karlsson die Band und wechselte zu Scar Symmetry. Er wurde durch den Session-Bassisten Carl Stjärnlöv ersetzt.
Im Januar 2009 tourte die Band gemeinsam mit Deicide, Samael, Vader, Order of Ennead und The Amenta durch Europa. Im Februar/März folgte eine weitere Tour durch Schweden und Finnland gemeinsam mit Belphegor, Unleashed und Diabolical. Nach den Tourneen widmete sich die Band dem Dreh des Musikvideos von The Assailant vom Album God of the Illfated, welches im Februar 2009 veröffentlicht wurde.
Gegen Ende des Jahres 2009 erklärte Hagstedt seinen Austritt aus Devian und auch der Vertrag mit Century Media lief aus. Nachdem die Suche nach einem neuen Label erfolglos geblieben war, versuchte die Band durch einen Musikwechsel (mehr Heavy-Metal-Einflüsse, klarer Gesang) auf sich aufmerksam zu machen, was ebenfalls ohne positive Resonanz blieb. Dies veranlasste Jonas „Joinus“ Mattson Devian zu verlassen, woraufhin die übrigen Mitglieder die Band auflösten, da durch den Musikwechsel Devian ohnehin nicht mehr die Band gewesen wäre, als die sie begonnen hat.

## Stil
Die Musik Devians stellt eine Mischung aus Thrash- und Black Metal mit Einflüssen des Death Metals dar. Einflüsse sind unter anderem von Slayer, Dissection, Iron Maiden, Motörhead, Destruction und Naglfar auszumachen. Sänger Legion erwähnt als Elemente in der Musik „alles […], was uns gefällt – zum Beispiel Judas Priest, Slayer oder Iron Maiden […] Aber ich habe nie vergessen, wie wir als Teenager immer mit Jon Nödtveidt rumhingen: Es hat sich tief eingebrannt, wie er auf der Couch saß und unglaubliche Dinge aus seiner Gitarre herauszauberte. Wir haben ihn alle für sein riesiges Talent, das er schon vor Dissection an den Tag legte, bewundert und beneidet.“ Ebenso wie bei Legions und Dragutinovics voriger Band Marduk sind die Inhalte vom Satanismus beeinflusst, aber Legion zufolge „nicht so bewegend wie bei Marduk. Die Texte sind viel gedankenvoller und behandeln meine Sicht der Dinge, welche ich während der Zeit mit der Band während der Aufnahmen des Albums erlebt habe.“

## Diskografie
- 2007: Ninewinged Serpent (Album, Century Media)
- 2008: God to the Illfated (Album, Century Media)